# Dodești, Vaslui
Dodești este satul de reședință al comunei cu același nume din județul Vaslui, Moldova, România.

## Prezentare generală
Satul Dodești este reședința comunei cu acelasi nume, Comuna Dodești, Vaslui.